# Thelypteris dilatata
Thelypteris dilatata là một loài dương xỉ trong họ Thelypteridaceae. Loài này được Hoffm. House mô tả khoa học đầu tiên năm 1920.